# Frederick Mayer

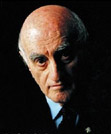
Frederick Mayer

Frederick Mayer (geboren als Friedrich Mayer; * 11. August 1921 in Frankfurt am Main, Deutschland; † 26. Juni 2006 in Wien, Österreich) war Erziehungswissenschaftler, Kreativitätsexperte und Buchautor.
Zum Kern seiner Mission gehörten Engagement für globalen Humanismus, die Förderung der Entwicklung des jedem Menschen eigenen schöpferischen Potenzials, Ermutigung (statt Entmutigung) in allen Bereichen der Gesellschaft, Kreativität bei der Gestaltung des eigenen Lebens und die Kunst der Beurteilung im Sinne von Gandhi.

## Leben
Mayer wuchs in Hanau und später in Frankfurt auf, als jüngerer Sohn von Siegmund und Helene Mayer, geborene Hiller. 1936 verließ er Deutschland und gelangte an Bord eines Frachtschiffes in die Vereinigten Staaten. So entging er der Verfolgung durch den Nationalsozialismus. Dabei kam es zur Trennung von den Eltern und vom älteren Bruder, William (Wilhelm), der in England Asyl gefunden hatte. In Kalifornien verbrachte Mayer Jahre in einem Waisenhaus. Eine Lehrerin entdeckte und förderte Mayers rhetorisches Talent und nahm ihn in ihre Rhetorikklasse auf. Mit einem Stipendium nahm er ein Studium an der University of Southern California in den Fächern Philosophie und Pädagogik (Humanities) auf. 1944 promovierte er summa cum laude.
Mayer wirkte und lehrte von 1944 bis 1966 an den Universitäten von Redlands und Southern California als Dozent und Universitätsprofessor für Philosophie und Erziehungswissenschaften (Humanities). Von 1950 bis zu seinem Tod im Jahre 2006 veröffentlichte er rund 70 Bücher.
Jenes Werk, mit dem Mayer 1960 international bekannt wurde, A History of Educational Thought, erschien in drei Auflagen, wurde in zwanzig Sprachen übersetzt und war Pflichtlehrbuch an Hunderten Universitäten. Die Übersetzung ins Portugiesische mit Beiträgen von Anna Freud und Jean Piaget hat die Entwicklung der Pädagogik wesentlich beeinflusst.
Frederick Mayer arbeitete auch an der Fareed-Holmes-Stiftung für menschliche Beziehungen (Foundation for Human Relations) in Los Angeles. Das Ziel war, in einem multidisziplinär zusammengesetzten Team Menschen in kritischen Lebenssituationen beizustehen.
Frederick Mayer war Berater und Mitglied wissenschaftlicher Gesellschaften, Sonderberater im Center for the Study of Democratic Institutions in Santa Barbara unter Robert Hutchins, einer liberalen Denkwerkstätte. Frederick Mayer war Fellow der Royal Society of Arts, Vizepräsident des Internationalen Kulturzentrums in Wien, Ehrenmitglied der Nomura Foundation in Tokio und Mitglied des Austrian Chapter des Club of Rome. 1988 war er Ehrenpräsident der Internationalen UNIDO-IACT-Konferenz in Wien, formulierte dabei auch das „Projekt für die Zukunft“ im Rahmen der UNIDO, „Improving Industrial Administration“.
Im November 1968 verließ Frederick Mayer die Vereinigten Staaten, veranlasst durch die Trendwende nach der Ära von Kennedy. Die Attentate auf John F. Kennedy, dessen Bruder Robert und Martin Luther King spielten dabei eine Rolle, ebenso die allgemeine Militarisierung im Verlauf des Vietnamkrieges, der eskalierte. Seit Anfang der 1970er Jahre lebte Mayer in Österreich. Entscheidend für die Wahl Österreichs war der Plan, in Wien eine dritte UNO-City zu errichten. 1982 wurde Frederick Mayer hier von Bürgermeister Helmut Zilk mit dem Goldenen Verdienstzeichen des Landes Wien ausgezeichnet.
Karl Vak, Generaldirektor der Zentralsparkasse und Frederick Mayer wirkten mit an der Umgestaltung Wiens zur internationalen Stadt mit der Gründung und Förderung der Vienna International Community in der Ära des Bundeskanzlers Kreisky. Zu Beginn der 1970er-Jahre war Frederick Mayer auch Berater bei Reformvorhaben der Verwaltung sowie Berater der katholischen Kirche in der Erzdiözese Wien. Der Zeitschrift für Sozialpsychologie und Gruppendynamik gab er eine internationale Perspektive.
1982 bezeichnete ihn die Zeitschrift Trend als den „Kreativitätspapst“.
Frederick Mayer wurde am Neustifter Friedhof in Wien bestattet. Das Grab wurde später zu einem Ehrengrab umgewidmet.
Im Mai 2023 verstarb seine Lebensgefährtin und Muse Alice Strigl.

## Konzepte
Eine zentrale Rolle spielen in seinem Werk die folgenden drei Begriffe: dynamische Erziehung, poetischer Lebensstil, schöpferische Erweiterung bzw. kreative Expansion. Diese kreative Expansion ist dabei auch von psychohygienischem Interesse, als Expansionstherapie entfaltet sie vorbeugende und heilende Wirkungen. Einfühlung und Ermutigung, aber auch (positive) Provokationen spielen eine besondere Rolle. Künstlerisches Arbeiten ist für ihn ein weiteres Modell für den Weg der ganzheitlichen psychischen und geistigen Entwicklung des Menschen. Besonderes Augenmerk wird auch der Rolle des alten Menschen gewidmet, konzentriert im „Manifest für ein schöpferisches Alter“ (Umdenken, 2001) sowie dem Thema Vorurteile.
Den Begriff der Kreativität fasst Frederick Mayer sehr weit: nicht nur das Denken, auch das Fühlen und insbesondere das Leben haben etwas mit Kreativität zu tun, oder sollten etwas mit Kreativität zu tun haben. Die schöpferische Gestaltung und Planung des eigenen Lebens ist die allerhöchste Kunst, die es zu erlernen gilt. Diese Kunst wird selten entfaltet, angewandt, erforscht. Sie ist auch weitestgehend unerforscht geblieben.
Kreativität bezieht sich auch ganz wesentlich auf das soziale Handeln und das gesamte Engagement. Kreativität soll in Beziehung stehen zu einer Lebensauffassung, in der Werte wie soziale Verantwortung, Freundschaft, Gemeinschaft und Güte Vorrang haben. Fähigkeiten, Fertigkeiten, Wissen, Tugenden erhalten erst dann Sinn, wenn sie zu guten Taten führen.
Der Entwicklung von Kreativität stehen Angst, Entmutigung und Vorurteile entgegen. Vorurteile entsprechen Vorverurteilungen. Sie führen vielfach zu Tragödien und Ungerechtigkeiten. National und international fördern sie Fehlentwicklungen, führen zu militärischen Konflikten. Viele dieser Vorurteile haben etwas mit Rassismus, Nationalismus, religiösen Vorstellungen zu tun. Geschlecht, Alter, Beruf, Gesundheitszustand, Vermögensverhältnisse und Lebensstil spielen eine Rolle bei Fragen des Wertes.
Auch die Beantwortung technischer, naturwissenschaftlicher, philosophischer Fragen, sowie die Lösung von Problemen des Alltags, werden durch das Aufkommen von Vorurteilen verzögert, erschwert oder verhindert.
Eine Schlüsselrolle im schriftstellerischen Werk Frederick Mayers spielt die Beschreibung von Vorurteilen und die Warnung vor ihnen. Das zeigt sich in dem Buchtitel Vorurteile bedrohen uns alle. Sein zentrales Anliegen ist allerdings die Förderung der Kreativität im Sinne der Ideale und Lehren von Mahatma Gandhi (Satyagraha, „Hingabe an die Wahrheit“, Taten als Konsequenz der Erkenntnisse), Sokrates (kritisches Denken) und Epiktet (Ermutigung zu sittlichem Handeln). Mayer unterscheidet in diesem Zusammenhang „wirkliche Kreativität“, die auf soziale und ökologische Verantwortung achtet, von zerstörerischer Kreativität. Beispiele für letztere sind Erfindungen für das Militär, ideologisch motivierte „Säuberungen“ (Vertreibungen, Völkermord, Konzentrationslager), Techniken zur Förderung wirtschaftlicher Ausbeutung (Kapitalismus), manipulative Techniken in der Politik und in der Werbung sowie Methoden der Einschüchterung in der Arbeitswelt, aber auch in der Erziehung und in Beziehungen. Zu Formen sozialer Kreativität gehören bei Frederick Mayer Techniken der Ermutigung, der Provokation, der Herausforderung. „Güte als Lebensweise“ (ein Buchtitel) spielt für ihn eine besondere Rolle. Mayer ermutigt immer wieder zur Gründung „liebevoller Institutionen“, zum Beispiel im Bildungssektor.

## Schriften
Werke in englischer Sprache (Auswahl)
- 1950: Essentialism
- 1951: A History of Modern Philosophy
- 1953: Great Ideas of Education
- 1960: A History of Educational Thought

Werke in deutscher Sprache (Auswahl)
- 1989: Kreativität. Begrenzungen und Möglichkeiten
- 1994: Versagen ohne Ende? Kreativität, Bildung und Gesellschaft in globaler Sicht
- 1994: Dynamische Erziehung als eine Methode der Reform und der Psychologischen Änderung (Internationale Zeitschrift für Sozialpsychologie und Gruppendynamik in Wirtschaft und Gesellschaft, 1994, S. 3–11)
- 1998: Zwischen Ernüchterung und Erleuchtung; Gedanken und Lyrik, Österreichisches Literaturforum
- 2001: Umdenken
- 2003: Weisheit der Gefühle. Ideale und Realitäten
- 2006: Güte als Lebensweise
- 2006: Tiefer fühlen und sensibler werden. Die kreative Entfaltung
- 2009: Lesebuch
- 2009: Eine neue Bildung für eine neue Gesellschaft
- 2010: Vorurteil – eine Geißel der Menschheit[2]

## Gesellschaft
Am 3. Juli 2007 wurde in Wien ein Verein gegründet, der es sich zur Aufgabe gestellt hat, Frederick Mayers Ideen anzuwenden, zu verbreiten und weiterzuentwickeln, die „Frederick Mayer Society - International“ (fmsi).